# Douglas A-3 Skywarrior
Douglas A-3 Skywarrior je dvomotorni reaktivni palubni strateški bombnik, ki ga je zasnoval ameriški Douglas za Ameriško mornarico. V uporabo je vstopil v srednjih 1950-ih, upokojen pa je bil leta 1991. Tako je A-3 eno izmed najbolj dolgo uporabljanih palubnih letal in tudi eno izmed najtežjih. A-3 je bil namenjen napadom z jedrskim orožjem, pozneje se je uporabljal tudi kot platforma za elektronsko bojevanje in tudi kot manjši "buddy" leteči tanker.

## Specifikacije A3D-2/A-3B Skywarrior)
Splošne karakteristike
- Posadka: 3
- Dolžina: 76 ft 4 in (23,27 m)
- Razpon kril: 72 ft 6 in (22,10 m)
- Višina: 22 ft 9½ in (6,95 m)
- Površina kril: 812 ft² (75,4 m²)
- Teža praznega letala: 39409 lb (17876 kg)
- Naložena teža: 70000 lb (31750 kg)
- Maks. vzletna teža: 82000 lb (37195 kg)
- Pogon letala: 2 × Pratt & Whitney J57-P-10 turboreaktivna motorja, 10500 lbf (46,7 kN) suh (12400 lbf (55,3 kN z vbrizgavanjem vode)) vsak

 Zmogljivost 
- Maks. hitrost: 530 vozlov (610 mph, 982 km/h) at 10000 ft (3050 m)
- Potovalna hitrost: 452 vozlov (520 mph, 837 km/h)
- Doseg: 1826 nmi (2100 milj, 3380 km)
- Višina leta: 41000 ft (12495 m)
- Obremenitev kril: 86.2 lb/ft² (421 kg/m²)

Oborožitev

- Strelno orožje: 2 20 mm Hispano-Suiza HS.404 topova
- Bombe: 12.800 lb (5.800 kg) prostopadajočih bomb:
  - 12 500 lb (230 kg) Mark 82 bomba ali
  - 6 1.000 lb (450 kg) Mark 83 bomba ali
  - 8 1.600 lb (730 kg) protioklepna bomba ali
  - 4 2.000 lb (910 kg) bombe
  - 1 prostopadajoča jedrska bomba